# Марсель-Мазарг
Марсе́ль-Маза́рг (фр. Marseille-Mazargues) — кантон во Франции, находится в регионе Прованс — Альпы — Лазурный Берег, департамент Буш-дю-Рон. Входит в состав округа Марсель.
Код INSEE кантона — 1346. В кантон Марсель-Мазарг входит часть коммуны Марсель.
Население кантона на 2008 год составляло 39 311 человек.

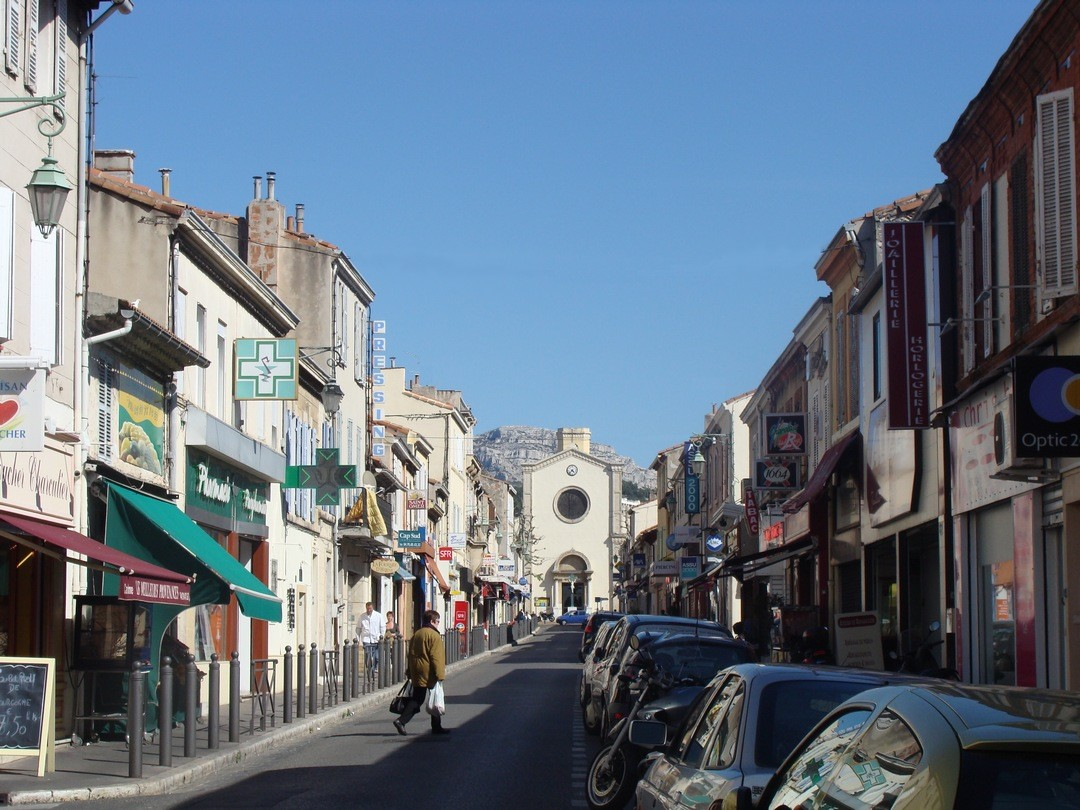
Улица Эмиля Золя и церковь Мазарг
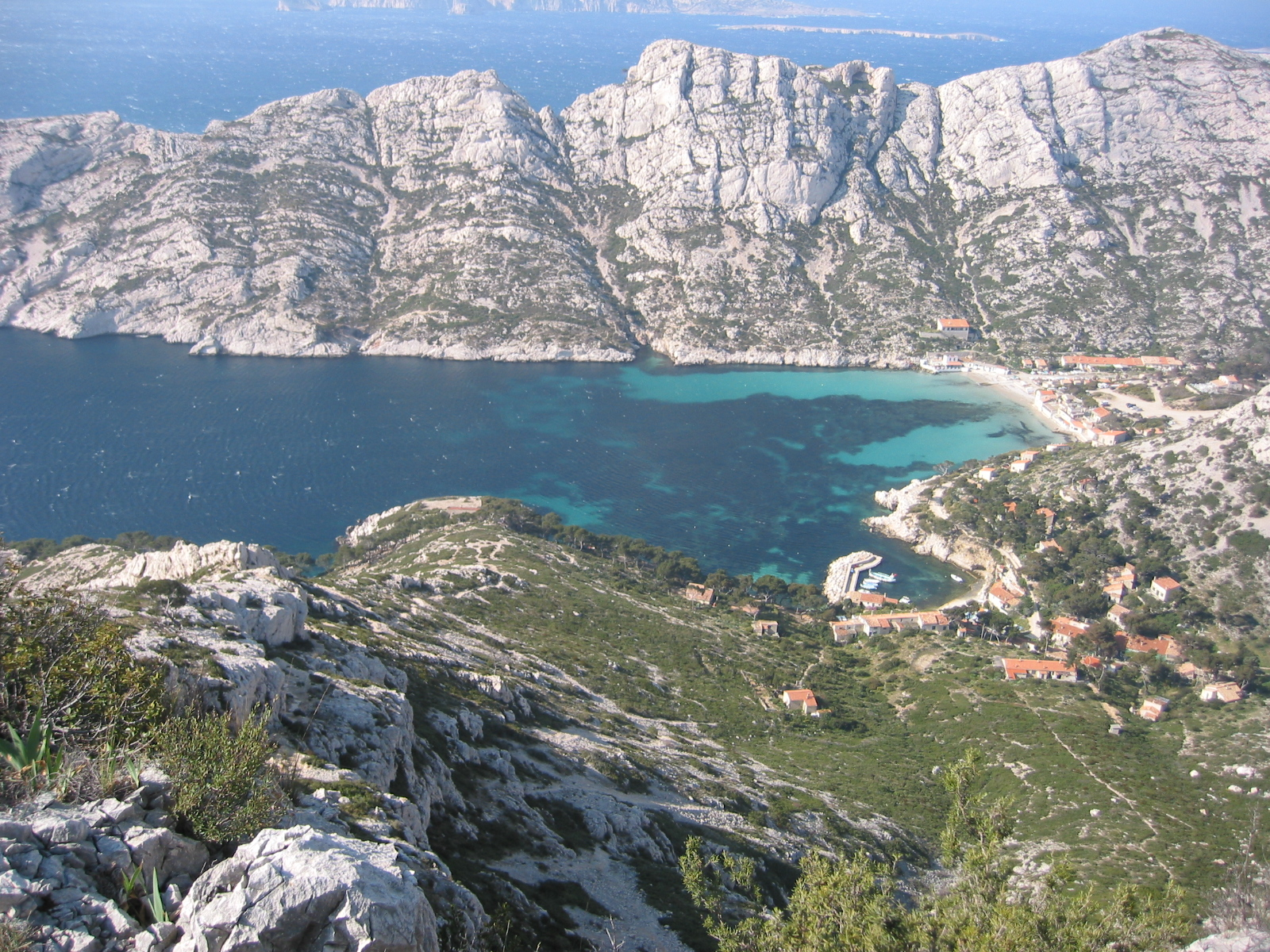
Бухта Сормью